# Muhammad Masmudi

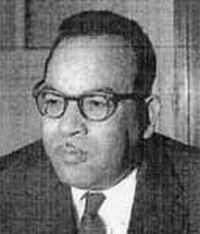
Muhammad Masmudi (1957)

Muhammad al-Masmudi (geboren 1925 – nach anderen Angaben 1922 oder 1923 – in Mahdia; gestorben am 7. November 2016), französisch auch Mohamed Masmoudi (arabisch محمد المصمودي, DMG Muḥammad al-Maṣmūdī), war ein tunesischer Politiker. Er war von 1970 bis 1974 Außenminister seines Landes.
Nach dem Besuch des Sadiki Collège in Tunis studierte Muhammad al-Masmudi ab 1946 Philosophie, Literatur und politische Wissenschaften an der Sorbonne in Paris. Früh wurde er Mitglied in Habib Bourguibas Neo-Destur-Partei und deshalb von der französischen Protektoratsmacht kurz verhaftet und 1953 ausgewiesen. Seit 1955 war er Mitglied im Politbüro der Neo-Destur-Partei. Nachdem Tunesien die Autonomie erlangt hatte, wurde Masmudi unter Premier Tahar Ben Ammar zunächst 1954 Staatsminister (im Wirtschaftsministerium), dann im November 1955 Minister für Wirtschaft und Handel sowie nach der Erringung der Unabhängigkeit im April 1956 Staatsminister (im Außenministerium) im Kabinett Bourgiba. Ab 1957 war er zudem Mitglied des Politbüros der Partei. Dann wurde er ab Januar 1957 Botschafter Tunesiens in Prag, ehe er 1958 erstmals in Ungnade fiel und kurzzeitig aus der Partei ausgeschlossen wurde. Wieder aufgenommen und wieder in das Politbüro gewählt, wurde er 1959 Informationsminister, fiel jedoch 1961 erneut in Ungnade, kurz nachdem er mit Bourgiba London besucht und sich in Peking um verbesserte Beziehungen bemüht hatte.
In die von Bourguiba neugegründete Sozialistische Destur-Partei (PSD) wieder aufgenommen, wurde er 1965 Botschafter in Paris und trat für eine Verbesserung der Zusammenarbeit mit Frankreich ein.
Im Juni 1970 löste er Bourguibas Sohn als Außenminister ab – zunächst im Kabinett von Bahi Ladgham, dann ab November 1970 auch im Kabinett von Hédi Nouira. In Masmudis Amtszeit fällt unter anderem die Aufnahme diplomatischer Beziehungen zur DDR (Dezember 1972). Außenpolitisch war er trotz einer frankreichfreundlichen Haltung panarabischer als die meisten anderen tunesischen Diplomaten, innenpolitisch trat er für einen Ausgleich zwischen Sozialisten und Liberalen innerhalb der PSD ein.

Die geplante Arabische Islamische Republik war 1974 Masmudis größter Erfolg und Vorwand für seinen Sturz

Masmudis Hauptwerk allerdings – und zugleich auch der Vorwand für seinen endgültigen Sturz – war die im Januar 1974 mit dem libyschen Revolutionsführer Muammar al-Gaddafi vereinbarte Arabische Islamische Republik, eine Union Tunesiens mit Libyen. Die selbst von Bourguiba nur halbherzig geschlossene Vereinbarung stieß auf starken Widerstand innerhalb der Regierungspartei und bei Nouira. Unter diesem Druck nahm Bourgiba nur drei Tage später Abstand von der Vereinbarung, Masmudi wurde noch im Januar 1974 als Außenminister entlassen und durch Habib Chatty ersetzt. Beim 9. Parteitag der PSD noch im gleichen Jahr wurde Masmudi endgültig aus der Partei ausgeschlossen.
Masmudi wurde der Annahme französischer Bestechungsgelder beschuldigt und ging zunächst nach Frankreich ins Exil. Die Kosten für sein Pariser Hotel bezahlte Libyen, und von Libyen aus unterstützte er 1977 die gegen Bourgiba aufbegehrende tunesische Gewerkschaftsbewegung. Bei seiner Rückkehr nach Tunesien wurde er daher verhaftet und blieb bis 1980 unter Hausarrest. Nachdem er sich 1980 öffentlich von Gaddafi hatte distanzieren müssen, wurde er freigelassen und ging nach Libyen ins Exil. Gaddafi bot ihm 1984 den Posten des Gesandten Libyens bei den Vereinten Nationen an, Masmudi aber wollte dadurch nicht seine tunesische Staatsbürgerschaft verwirken. Nach Bourgibas Sturz kehrte Masmudi 1987 nach Tunesien zurück, spielte aber bis zur Jasmin-Revolution 2010/2011 keine Rolle mehr.